# Окунщак
Окунщак (хорв. Okunšćak) — населений пункт у Хорватії, у Загребській жупанії у складі громади Ругвиця.

## Населення
Населення за даними перепису 2011 року становило 521 осіб.
Динаміка чисельності населення поселення:

## Клімат
Середня річна температура становить 10,87 °C, середня максимальна – 25,59 °C, а середня мінімальна – -6,30 °C. Середня річна кількість опадів – 849 мм.
| Клімат поселення                              | Клімат поселення | Клімат поселення | Клімат поселення | Клімат поселення | Клімат поселення | Клімат поселення | Клімат поселення | Клімат поселення | Клімат поселення | Клімат поселення | Клімат поселення | Клімат поселення | Клімат поселення |
| Показник                                      | Січ.             | Лют.             | Бер.             | Квіт.            | Трав.            | Черв.            | Лип.             | Серп.            | Вер.             | Жовт.            | Лист.            | Груд.            |                  |
| Середній максимум, °C                         | 6,06             | 8,24             | 12,82            | 17,47            | 22,67            | 25,59            | 24,79            | 23,94            | 20,00            | 14,78            | 9,07             | 5,11             |                  |
| Середня температура, °C                       | −0,12            | 2,06             | 6,61             | 11,27            | 16,48            | 19,40            | 20,93            | 20,12            | 16,17            | 10,93            | 5,24             | 1,27             |                  |
| Середній мінімум, °C                          | −6,3             | −4,13            | 0,44             | 5,08             | 10,28            | 13,22            | 17,12            | 16,27            | 12,34            | 7,10             | 1,38             | −2,56            |                  |
| Норма опадів, мм                              | 49               | 47               | 55               | 66               | 74               | 91               | 76               | 84               | 79               | 81               | 85               | 62               |                  |
| Середньомісячна швидкість вітру, м/с          | 1.80             | 2.00             | 2.42             | 2.30             | 2.14             | 1.99             | 1.90             | 1.70             | 1.70             | 1.80             | 1.88             | 1.86             |                  |
| Середньомісячна сонячна радіація, кДж/м²·день | 4126             | 6859             | 10581            | 14988            | 19229            | 21189            | 22085            | 19427            | 14203            | 8737             | 4533             | 3333             |                  |
| --------------------------------------------- | ---------------- | ---------------- | ---------------- | ---------------- | ---------------- | ---------------- | ---------------- | ---------------- | ---------------- | ---------------- | ---------------- | ---------------- | ---------------- |
| Джерело:                                      |                  |                  |                  |                  |                  |                  |                  |                  |                  |                  |                  |                  |                  |